# Portage Lake
Portage Lake ist eine Town im Aroostook County des Bundesstaates Maine in den Vereinigten Staaten. Im Jahr 2020 lebten dort 359 Einwohner bei insgesamt 511 "housing units" auf einer Fläche von 94,9 km².

## Geografie
Nach den Angaben des United States Census Bureau hat Portage Lake eine Fläche von 89,5 km², wovon 79,7 km² aus Land und 9,8 km² aus Gewässern bestehen.

### Geografische Lage
Portage Lake liegt zentral im nördlichen Teil des Aroostook Countys. Der See Portage Lake befindet sich zentral auf dem Gebiet der Town Portage Lake. Er wird vom Fish River, einem Nebenfluss des Saint John River, durchflossen. Der Fish River erreicht im Westen der Town das Gebiet und verlässt es in nördlicher Richtung. Der 301 m hohe West Mountain befindet sich am Südostufer des Sees.

### Nachbargemeinden
Alle Entfernungen sind als Luftlinien zwischen den offiziellen Koordinaten der Orte aus der Volkszählung 2010 angegeben.
- Norden: Unorganized Territory von Northwest Aroostook, 76,1 km
- Osten: Unorganized Territory von Square Lake, 19,1 km
- Südosten: Ashland, 12,9 km
- Süden: Nashville Plantation, 3,7 km
- Westen: Unorganized Territory von Northwest Aroostook, 76,1 km

In allen anderen Richtungen um Portage Lake liegen Gebiete, die nicht zur Besiedlung vorgesehen sind und keiner Verwaltung unterstehen. Sie sind allerdings zur späteren Verwendung oder für Großprojekte (z. B. dem Verlegen von Hochspannungstrassen von Elektrizitätswerken) in systematische Parzellen unterteilt.

### Stadtgliederung
Auf dem Gebiet der Town Portage Lake befinden sich zwei Siedlungsgebiete: Buffalo und Portage.

### Klima
|                       | Jan   | Feb   | Mär   | Apr  | Mai  | Jun  | Jul  | Aug  | Sep  | Okt   | Nov  | Dez   |   |         |
| Mittl. Tagesmax. (°C) | −5,9  | −3,8  | 1,4   | 9,1  | 17,3 | 22,6 | 25,2 | 24,6 | 19,6 | 11,8  | 4,5  | −2,2  | ⌀ | 10,4    |
| Mittl. Tagesmin. (°C) | −17,2 | −16,3 | −10,5 | −1,6 | 4,4  | 9,8  | 13,2 | 11,7 | 6,8  | 1,1   | −4,1 | −11,7 | ⌀ | −1,1    |
|                       |       |       |       |      |      |      |      |      |      |       |      |       |   |         |
| Niederschlag (mm)     | 71,1  | 61,0  | 68,6  | 83,8 | 81,3 | 94,0 | 99,1 | 91,4 | 99,1 | 101,6 | 91,4 | 96,5  | Σ | 1.038,9 |

| −17,2 |

| −16,3 |

| −10,5 |

| −1,6 |

| 4,4 |

| 9,8 |

| 13,2 |

| 11,7 |

| 6,8 |

| 1,1 |

| −4,1 |

| −11,7 |

| −17,2 |

| −16,3 |

| −10,5 |

| −1,6 |

| 4,4 |

| 9,8 |

| 13,2 |

| 11,7 |

| 6,8 |

| 1,1 |

| −4,1 |

| −11,7 |

Die mittlere Durchschnittstemperatur in Portage Lake liegt zwischen −11,5 °C im Januar und 19,2 °C im Juli. Damit ist der Ort gegenüber dem langjährigen Mittel im Winter um etwa 3 Grad kühler als das Mittel des Bundesstaates Maine, während die Sommermonate im Mittel der Temperaturwerte Maines liegen. Die tägliche Sonnenscheindauer liegt am unteren Rand des Wertespektrums der USA.

## Geschichte
Als erster Siedler des Ortes gilt 1844 Matthew Stevens. 1850 war der Ort groß genug, um vorübergehend im Rahmen von Wahlen als plantation zu gelten. Zuvor wurde es als Township No. 13, Sixth Range West of the Easterly Line of the State (T13 R6 WELS) bezeichnet. 1895 wurde es endgültig als plantation anerkannt. 1903 erhielt der Ort Eisenbahnanschluss. Um diese Zeit entstand auch ein erster General Store. Am 24. März 1909 wurde dem Ort der Status einer town verliehen. Portage Lake war zu Beginn des zwanzigsten Jahrhunderts ein Zentrum der Holzfällerei. Seit 1942 hat der Ort einen angestellten Stadtverwalter. Während des Zweiten Weltkrieges wurden in Portage Lake Rettungshunde trainiert. Der Film Das letzte Signal beruht auf einer wahren Geschichte über eine Hundestaffel, die in Portage Lake und Presque Isle trainiert wurde.

### Einwohnerentwicklung
| Volkszählungsergebnisse – Town of Portage Lake, Maine | Volkszählungsergebnisse – Town of Portage Lake, Maine | Volkszählungsergebnisse – Town of Portage Lake, Maine | Volkszählungsergebnisse – Town of Portage Lake, Maine | Volkszählungsergebnisse – Town of Portage Lake, Maine | Volkszählungsergebnisse – Town of Portage Lake, Maine | Volkszählungsergebnisse – Town of Portage Lake, Maine | Volkszählungsergebnisse – Town of Portage Lake, Maine | Volkszählungsergebnisse – Town of Portage Lake, Maine | Volkszählungsergebnisse – Town of Portage Lake, Maine | Volkszählungsergebnisse – Town of Portage Lake, Maine |
| Jahr                                                  | 1800                                                  | 1810                                                  | 1820                                                  | 1830                                                  | 1840                                                  | 1850                                                  | 1860                                                  | 1870                                                  | 1880                                                  | 1890                                                  |
| ----------------------------------------------------- | ----------------------------------------------------- | ----------------------------------------------------- | ----------------------------------------------------- | ----------------------------------------------------- | ----------------------------------------------------- | ----------------------------------------------------- | ----------------------------------------------------- | ----------------------------------------------------- | ----------------------------------------------------- | ----------------------------------------------------- |
| Einwohner                                             |                                                       |                                                       |                                                       |                                                       |                                                       |                                                       |                                                       | 124                                                   | 132                                                   | 140                                                   |
| Jahr                                                  | 1900                                                  | 1910                                                  | 1920                                                  | 1930                                                  | 1940                                                  | 1950                                                  | 1960                                                  | 1970                                                  | 1980                                                  | 1990                                                  |
| Einwohner                                             | 241                                                   | 500                                                   | 721                                                   | 886                                                   | 773                                                   | 542                                                   | 458                                                   | 477                                                   | 562                                                   | 445                                                   |
| Jahr                                                  | 2000                                                  | 2010                                                  | 2020                                                  | 2030                                                  | 2040                                                  | 2050                                                  | 2060                                                  | 2070                                                  | 2080                                                  | 2090                                                  |
| Einwohner                                             | 390                                                   | 391                                                   | 359                                                   |                                                       |                                                       |                                                       |                                                       |                                                       |                                                       |                                                       |

## Wirtschaft und Infrastruktur

### Verkehr
Die Maine State Route 11, die Aroostook Road, eine der ältesten Straßen im nördlichen Maine, durchquert die Town in nordsüdliche Richtung. Sie verbindet Portage Lake mit Fort Kent und der kanadischen Grenze im Norden und Sherman im Süden.
Durch Portage Lake führt die Bahnstrecke Oakfield–Fort Kent.

### Öffentliche Einrichtungen
Portage Lake besitzt keine eigene Bücherei, die nächstgelegene ist die Ashland Community Library in Ashland.
Das Katahdin Valley Health Center unterhält eine Einrichtung in Ashland, die auch von den Bewohnern von Portage Lake genutzt werden kann.

### Bildung
Die Ashland District School befindet sich in Ashland und ist Teil des Maine School Administrative District #32. Zum District gehören neben Ashland Garfield Plantation, Masardis, Oxbow, Portage Lake und Sheridan.
Die Ashland District School bietet für etwa 320 Schulkinder Klassen von Pre-Kindergarten bis zur zwölften Klasse. Die Schule ist bei der New England Association of Schools and Colleges akkreditiert.

## Persönlichkeiten

### Söhne und Töchter der Stadt
- Lucy Hayward Barker (1872–1948), Malerin